# Цимлянск
Цимлянск (на руски: Цимлянск) е град в Русия, административен център на Цимлянски район, Ростовска област. Населението му към 1 януари 2018 година е 14 528 души.